# Buzet (Henegouwen)
Buzet is een dorp in de Belgische provincie Henegouwen, en een deelgemeente van de Waalse gemeente Pont-à-Celles.
Buzet was een zelfstandige gemeente, tot die bij de gemeentelijke herindeling van 1977 toegevoegd werd aan de gemeente Pont-à-Celles.

## Geografie
Buzet wordt doorkruist door een beekje, de Buzet, een zijrivier van de Piéton. Het maakt deel uit van het Maasbekken.

## Bezienswaardigheden
- De Sint-Martinuskerk (Église Saint-Martin) is een classicistisch kerkgebouw van 1775.
- De Onze-Lieve-Vrouw-van-Goede-Bijstandkapel (Chapelle Notre-Dame de Bon Secours) is een pijlerkapel van 1742.

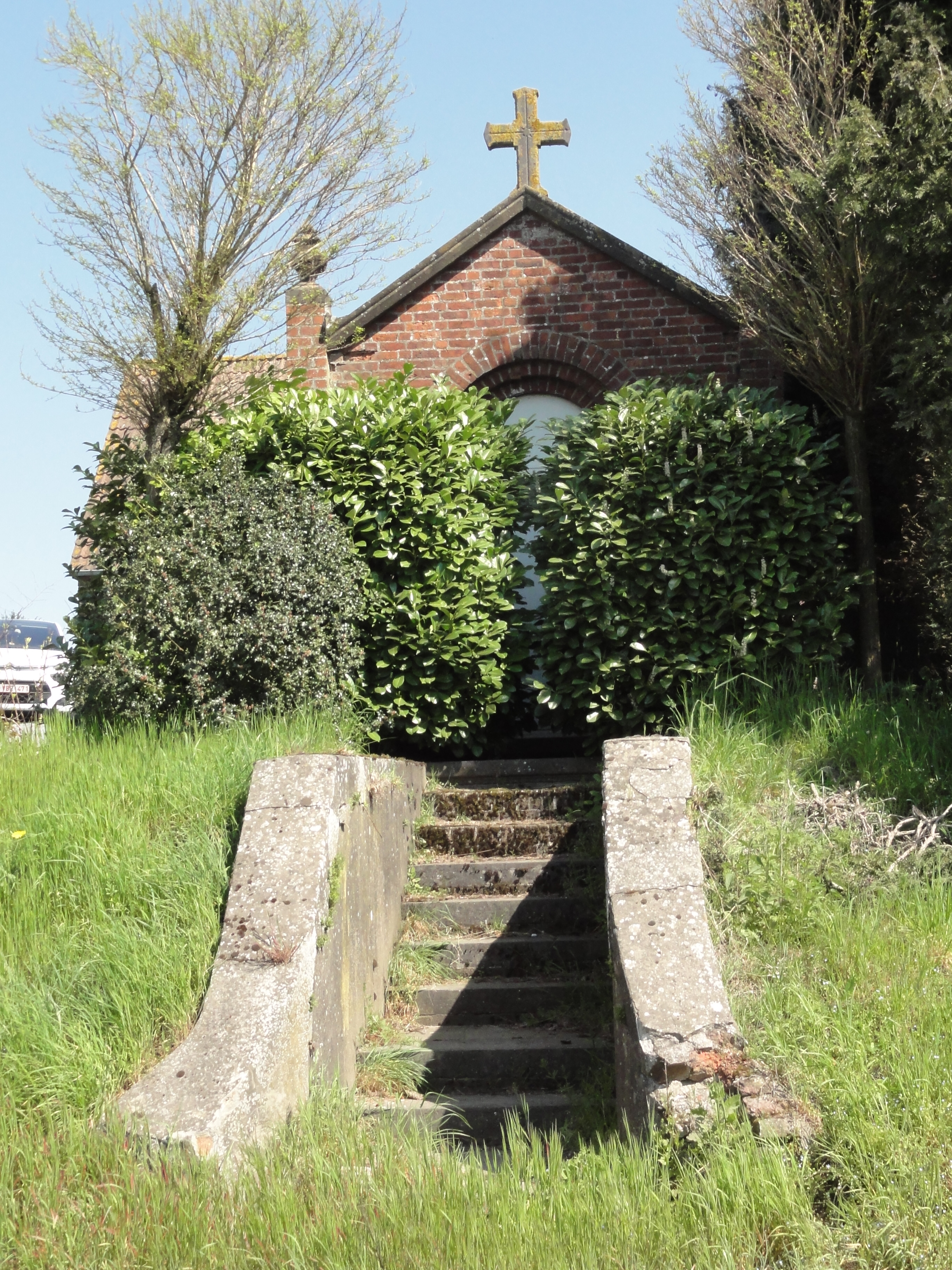
Kapel

## Natuur en landschap
Buzet ligt aan de Ruisseau de Buzet. De hoogte aan de kerk bedraagt 144 meter.

## Demografische ontwikkeling
- Bronnen:NIS, Opm:1831 tot en met 1970=volkstellingen

## Openbaar vervoer
Het dorp Obaix-Buzet wordt bediend door een spoorlijn en twee buslijnen.
- Station Obaix-Buzet wordt bediend door reguliere (één per uur) en piek (P) treinen op lijn 124 tussen Charleroi en Brussel op weekdagen;
- Buslijn 70 verbindt Obaix-Buzet met Nijvel (en Luttre in de ochtend), van maandag tot zaterdag, buiten de spitsuren (vervangen door P-treinen) - geëxploiteerd door TEC Brabant Wallon
- De buslijn 64-66 verbindt tijdens de schoolperiode, Obaix-Buzet naar Rêves (64) of Luttre (66) in de ochtend, en Obaix-Buzet naar Frasnes-lez-Gosselies (66) of Gosselies en Jumet (64) na de schooluren - beheerd door TEC Charleroi

## Jeugdbeweging
Buzet heeft een Patro-eenheid, die elke zaterdag jongeren uit het dorp verwelkomt voor een vrije middag. Patro Saint Martin de Buzet bestaat al vijftig jaar.

## Nabijgelegen kernen
Obaix, Liberchies, Nijvel, Sart-à-Rèves